# Never Never
«Never Never» es el único sencillo publicado de la banda inglesa The Assembly, publicado en 1983. Never Never fue escrita por Vince Clarke. Stop/Start fue escrita por Vince Clarke y Eric Radcliffe.

## Descripción
En 1983, tras dejar, Depeche Mode y Yazoo, Vince Clarke se unió al productor Eric Radcliffe, quien podrujera los dos álbumes de Yazoo, con la idea de realizar un álbum con composiciones propias y con diferentes cantantes, así se formó The Assembly.

Para el primer sencillo, eligieron a Feargal Sharkey, excantante de The Undertones y editaron el disco sencillo Never Never.

La canción Never Never es un romántico ejercicio synth pop, como lo hubieran sido los anteriores trabajos de Clarke, de hecho bien pudo haber sido un tema de Yazoo, excepto el detalle de que incorporara por primera vez un acompañamiento de cuerdas por parte de Clem Clempson.

El lado B, Stop/Start, por su parte es una función instrumental más propia del género en la cual se recargaran los recursos digitales disponibles en aquella época.

## Lista de temas
El sencillo Never Never es una romántica canción corta que se publicó sólo en vinilo de 7 y de 12 pulgadas; el contenido en todas las ediciones fue el mismo:
En disco de vinilo
7 pulgadas Mute Tiny 1  Never Never
| Lado A |               |          |  |
| N.º    | Título        | Duración |  |
| 1.     | «Never Never» | 3:44     |  |

| Lado B |              |          |  |
| N.º    | Título       | Duración |  |
| 1.     | «Stop/Start» | 2:59     |  |

En disco de vinilo
12 pulgadas Mute Tiny 1  Never Never – Extended Version
| Lado A |                                   |          |  |
| N.º    | Título                            | Duración |  |
| 1.     | «Never Never» (versión extendida) | 5:51     |  |

| Lado B |                                  |          |  |
| N.º    | Título                           | Duración |  |
| 1.     | «Stop/Start» (versión extendida) | 4:22     |  |

CD 1996
En 1996 se editó el sencillo por primera vez en CD, sólo para Europa. El diseño original de la tapa lo realizó Martyn Atkins y su actualización para la edición en CD, P.A.Taylor.
| Mute CDTiny 1 Never Never |                                   |          |  |
| N.º                       | Título                            | Duración |  |
| 1.                        | «Never Never»                     | 3:46     |  |
| 2.                        | «Stop/Start»                      | 3:02     |  |
| 3.                        | «Never Never» (versión extendida) | 5:54     |  |
| 4.                        | «Stop/Start» (versión extendida)  | 4:23     |  |

## Datos del sencillo
Aun con la limitada duración del proyecto The Assembly, Never Never tuvo incluso video promocional en el que aparecía protagonizando Sharkey, quien se suponía sólo iba a participar en esa canción.  Never Never fue escrita por Vince Clarke, en tanto que Stop/Start es un tema instrumental compuesto por Vince Clarke y Eric Radcliffe.

Pese al considerable éxito obtenido, pues se colocó en el número 4 de las listas británicas, ni Clarke ni Radcliffe mostraron con el tiempo interés alguno en retomar el tema; Sharkey por el contrario llegó a interpretar Never Never en algunas presentaciones en vivo algunos años después.

## Otras versiones

### Never Never
En 1984, Cotton Club realizó un cover en sueco renombrada Det Händer Aldrig Igen, para su álbum Cotton Club.

En 1984, Sten and Stanley, Sten Nilsson realizó un cover en sueco renombrada Aldrig Aldrig, para su álbum Jag Har Inte Tid.

En 1990, Maniacs realizó un cover, para su álbum 69.

En 1996, Float, realizó un cover para el álbum de varios artistas tributo It Never Happens to Me... - a Vince Clarke Substitute.

En 2000, New Concept realizó un cover, para su álbum Wheel of Love.

En 2004, Nixon realizó un cover, para su álbum Crazy, Sexy, Cool.

En 2005, Static realizó un cover, para su álbum Re: Talking About Memories.

En 2005, June Six realizó un cover, para su sencillo del mismo nombre.

En 2005, Alan Tam realizó un cover en hongkonés, de este tema renombrándolo Zi Xuan Jiao Du.

En 2009, Liberator realizó un cover, para su EP "Ring the Alarm".

En 2009, Willy Clay Band realizó un cover, para su álbum "Blue".

En 2021, dek101, realizó un cover e hizo su presentación en Youtube.

### Stop/Start
En 2017, AKA realizó un cover  para el álbum tributo UnMute: A Tribute to Artists on Mute Records.

En 2017, Parralox realizó un cover  para el álbum Holiday'17.